# Cladonia neozelandica
Cladonia neozelandica Vain. (1894), è una specie di lichene appartenente al genere Cladonia,  dell'ordine Lecanorales.
Il nome proprio deriva dalla Nuova Zelanda, dove questa specie è stata scoperta.

## Caratteristiche fisiche
Il tallo primario ha squamule di grandezza media. I podezi sono abbastanza brevi, privi di scyphi, ramificati in modo irregolare, con cortex di dimensioni minute; completamente priva di soredio e con apoteci piccoli convessi e a forma di testa.
Il fotobionte è principalmente un'alga verde delle Trentepohlia.

## Località di ritrovamento
La specie è stata rinvenuta nelle seguenti località:
- Nuova Zelanda (Wellington)
- Isole Falkland

## Tassonomia
Questa specie appartiene alla sezione Helopodium; attualmente questa sezione viene suddivisa dai lichenologi in 5 aggregati, uno dei quali, monofiletico, contiene la C. neozelandica, insieme a C. peziziformis, C. nana e C. cartilaginea;
A tutto il 2008 sono state identificate le seguenti forme, sottospecie e varietà:
- Cladonia neozelandica var. lewis-smithii Ahti, Elix & Øvstedal (2007).
- Cladonia neozelandica var. neozelandica Vain. (1894).